# 2005-ös GP2 monacói nagydíj
A monacói nagydíj volt a 2005-ös GP2-szezon harmadik versenye. A versenyt Monte-Carlóban rendezték május 21-én.
A szokásos GP2-versenyhétvégékkel ellentétben itt csak egy futamot rendeztek. Ezt Adam Carroll nyerte Gianmaria Bruni és Nico Rosberg előtt.

## Időmérő
| Poz. | #  | Versenyző             | Csapat               | Idő        | Rajtrács |
| ---- | -- | --------------------- | -------------------- | ---------- | -------- |
| 1    | 22 | Heikki Kovalainen     | Arden International  | 1:24.665   | 1        |
| 2    | 17 | Gianmaria Bruni       | Coloni Motorsport    | 1:24.724   | 2        |
| 3    | 8  | Adam Carroll          | Super Nova Racing    | 1:24.751   | 3        |
| 4    | 11 | Olivier Pla           | David Price Racing   | 1:24.996   | 4        |
| 5    | 1  | Scott Speed           | iSport International | 1:25.405   | 5        |
| 6    | 24 | Clivio Piccione       | Durango              | 1:25.483   | 6        |
| 7    | 9  | Nico Rosberg          | ART Grand Prix       | 1:25.494   | 7        |
| 8    | 7  | Giorgio Pantano       | Super Nova Racing    | 1:25.709   | 8        |
| 9    | 18 | Neel Jani             | Racing Engineering   | 1:25.918   | 9        |
| 10   | 23 | Nicolas Lapierre      | Arden International  | 1:26.083   | 10       |
| 11   | 10 | Alexandre Prémat      | ART Grand Prix       | 1:26.287   | 11       |
| 12   | 20 | Juan Cruz Álvarez     | Campos Racing        | 1:26.463   | 12       |
| 13   | 25 | Ferdinando Monfardini | Durango              | 1:27.168   | 13       |
| 14   | 19 | Borja García          | Racing Engineering   | 1:27.260   | 14       |
| 15   | 5  | Ernesto Viso          | BCN Competición      | 1:27.307   | 15       |
| 16   | 16 | Mathias Lauda         | Coloni Motorsport    | 1:28.401   | 16       |
| 17   | 15 | Fairuz Fauzy          | DAMS                 | 1:28.853   | 17       |
| 18   | 21 | Sergio Hernández      | Campos Racing        | 1:28.947   | 18       |
| 19   | 2  | Can Artam             | iSport International | 1:29.941   | 19       |
| 20   | 12 | Ryan Sharp            | David Price Racing   | 1:36.477   | 20       |
| 21   | 4  | Alexandre Negrão      | Hitech/Piquet Racing | 1:55.008   | 21       |
| 22   | 3  | Nelsinho Piquet       | Hitech/Piquet Racing | 2:01.514   | 22       |
| 23   | 14 | José María López      | DAMS                 | Idő nélkül | 23       |
| 24   | 6  | Josimoto Hiroki       | BCN Competición      | Idő nélkül | 24       |

## Verseny
| Poz.                                                                             | #  | Versenyző             | Csapat               | Körök | IdŐ/Kiesés oka | Rajtrács | Pont |
| -------------------------------------------------------------------------------- | -- | --------------------- | -------------------- | ----- | -------------- | -------- | ---- |
| 1                                                                                | 8  | Adam Carroll          | Super Nova Racing    | 44    | 1:04:41.326    | 3        | 10   |
| 2                                                                                | 17 | Gianmaria Bruni       | Coloni Motorsport    | 44    | +0.654         | 2        | 8    |
| 3                                                                                | 9  | Nico Rosberg          | ART Grand Prix       | 44    | +1.101         | 7        | 6    |
| 4                                                                                | 1  | Scott Speed           | iSport International | 44    | +18.452        | 5        | 5    |
| 5                                                                                | 22 | Heikki Kovalainen     | Arden International  | 44    | +53.398        | 1        | 6    |
| 6                                                                                | 16 | Mathias Lauda         | Coloni Motorsport    | 43    | +1 kör         | 16       | 3    |
| 7                                                                                | 2  | Can Artam             | iSport International | 43    | +1 kör         | 19       | 2    |
| 8                                                                                | 21 | Sergio Hernández      | Campos Racing        | 42    | +2 kör         | 18       | 1    |
| 9                                                                                | 11 | Olivier Pla           | David Price Racing   | 41    | +3 kör         | 4        |      |
| 10                                                                               | 19 | Borja García          | Racing Engineering   | 40    | +4 kör/DNF     | 14       |      |
| 11                                                                               | 3  | Nelsinho Piquet       | Hitech/Piquet Racing | 40    | +4 kör/DNF     | 22       |      |
| 12                                                                               | 4  | Alexandre Negrão      | Hitech/Piquet Racing | 40    | +4 kör/DNF     | 21       |      |
| Ret                                                                              | 23 | Nicolas Lapierre      | Arden International  | 33    | DNF            | 10       |      |
| Ret                                                                              | 10 | Alexandre Prémat      | ART Grand Prix       | 23    | DNF            | 11       |      |
| Ret                                                                              | 24 | Clivio Piccione       | Durango              | 11    | DNF            | 6        |      |
| Ret                                                                              | 18 | Neel Jani             | Racing Engineering   | 10    | DNF            | 9        |      |
| Ret                                                                              | 14 | José María López      | DAMS                 | 10    | DNF            | 23       |      |
| Ret                                                                              | 12 | Ryan Sharp            | David Price Racing   | 8     | DNF            | 20       |      |
| Ret                                                                              | 15 | Fairuz Fauzy          | DAMS                 | 6     | DNF            | 17       |      |
| Ret                                                                              | 7  | Giorgio Pantano       | Super Nova Racing    | 0     | DNF            | 8        |      |
| Ret                                                                              | 20 | Juan Cruz Álvarez     | Campos Racing        | 0     | DNF            | 12       |      |
| DSQ                                                                              | 5  | Ernesto Viso          | BCN Competición      | 7     | Kizárva        | 15       |      |
| DNS                                                                              | 25 | Ferdinando Monfardini | Durango              | 0     | Nem indult     | 13       |      |
| DNS                                                                              | 6  | Josimoto Hiroki       | BCN Competición      | 0     | Nem indult     | 24       |      |
| Leggyorsabb kör: Heikki Kovalainen (Arden International) 1:23.864 (a 44. körben) |    |                       |                      |       |                |          |      |

- Ernesto Viso kizárva, miután a lezárt boxutcát hagyta el.